# Ельшевская, Галина Вадимовна
Гали́на Вади́мовна Ельше́вская (род. 26 октября 1953) — российский искусствовед, историк искусства и критик искусства, специалист по русскому искусству XIX-XX веков, русской и советской графике, автор книг и статей о русской живописи XX века.

## Биография
Окончила МГУ имени М. В. Ломоносова по специальности «историк и теория искусства, искусствовед».
Была куратором выставок и проектов: «Графика московских художников». (Галерея «Raissa», Эрфурт, Германия 1992), «Das ewig Weibliche». (Галерея «Raissa», Эрфурт, Германия 1994), «Вопреки тяготению». (Галерея «Raissa», Эрфурт, Германия. 1994). Консультант и автор каталога «Уроки труда» (Галерея «Московская палитра», Москва. 1996).
Живёт и работает в Москве.
Член Ассоциации искусствоведов.
В марте 2014 года вместе с рядом других деятелей науки и культуры выразила своё несогласие с политикой российской власти в Крыму.

## Книги
- Ельшевская Г. В. Модель и образ. — М.: Советский художник, 1986. — 216 с. — (Искусство: проблемы, история, практика). — 20 000 экз.
- Иллюстрация / Сост. Г. В. Ельшевская. — М.: Советский художник, 1988. — 416 с. — (Галерея искусств). — 20 000 экз. — ISBN 5-269-00256-6.
- Художник Никита Фаворский делает книгу «Колобок» / Сост. Г. В. Ельшевская. — М.: Советский художник, 1989. — 36 с. — 100 000 экз. — ISBN 5-269-00033-4.
- Ельшевская Г. В. Новый альбом графики. — Советский художник, 1991. — 208 с. — 15 000 экз. — ISBN 5-269-00080-6.
- Ельшевская Г. В. Станковая графика сегодня: Новый альбом графики. — М.: Советский художник, 1991. — С. 4-11.
- «Мало избранных…»: Библейские мотивы в русском изобразительном искусстве 1917—1993 гг. / Сост. Г. В. Ельшевская, О. А. Ковалик. — М.-Калининград: Янтарный Сказ, Библиотека русской культуры Ольги Ковалик, 1995.
- Ефимов И. С. Эротические рисунки. 1914-1947 / Сост. Г. В. Ельшевская, О. А. Ковалик. — М.: Библиотека русской культуры Ольги Ковалик, 1996. — 120 с.
- Знаменитые русские художники. Биографический словарь. — М.: Азбука, 2000. — 400 с. — 10 000 экз. — ISBN 5-7684-0518-6.
- Ельшевская Г. В. Илья Репин. — М.: Слово, 1998. — 95 с. — (Картинная галерея). — ISBN 5-85050-221-1.
- Ельшевская Г. В. «Портрет»: [Альбом]. — М.: АСТ-Пресс: Галарт, 2002. — 207 с. — (История жанров). — 3000 экз. — ISBN 5-7805-0923-9, ISBN 5-569-01001-1.
- Ельшевская Г. В. «Жанровая живопись»: [Альбом]. — М.: АСТ-Пресс: Галарт, 2003. — 312 с. — (История жанров). — 3000 экз. — ISBN 5-7805-1024-5, ISBN 5-269-01005-4.
- Ельшевская Г. В. Короткая книга о Константине Сомове. — М.: Новое литературное обозрение, 2003. — 160 с. — (Очерки визуальности). — ISBN 5-86793-238-9.
- Ельшевская Г. В. "Мир искусства": [Альбом]. — М.: Белый город, 2008. — 48 с. — (Мастера живописи). — 3000 экз. — ISBN 9785-7793-1462-6.
- Алленов М. М., Алленова Е. М., Астахов Ю., Борисовская Н. А., Бусева-Давыдова И. Л., Ельшевская Г. В.,  Усачёва С., Чурак Г. С., Юденкова Т. В. Мастера русской живописи. — М.: Белый город, 2008. — 384 с. — 80 000 экз. — ISBN 978-5-7793-1311-7.
- Ельшевская Г. В., Хачатуров С. В. Александр Кузькин. Графика. Книжный дизайн. Плакат. Фотография. — М.: Галерея Г.О.С.Т., 2011. — 152 с. — 350 экз. — ISBN 5-9395-09-3 (ошибоч.) .

## Редакция
- Эдик Штейнберг. Материалы к биографии / Под ред. Г. В. Ельшевской. — М.: Новое литературное обозрение, 2015. — 696 с. — (Очерки визуальности). — 1000 экз. — ISBN 978-5-4448-0239-7.

## Статьи
- Ельшевская Г. В. Художник есть художник есть художник // Неприкосновенный запас. — 2000. — № 1(9).
- Ельшевская Г. В. Уходящая порнонатура // Неприкосновенный запас. — 2000. — № 3(11). — С. 90–92.
- Ельшевская Г. В. 60-е: конфигурация пространства // Художественный журнал. — 2002. — № 45.
- Ельшевская Г. В. История искусства как логическая система (Обзор переводов книг классиков зарубежного искусствознания) // Новое литературное обозрение. — 2002. — № 53.
- Ельшевская Г. В. Современное искусство как «вещь для нас» // Новое литературное обозрение. — 2002. — № 57.
- Ельшевская Г. В. Искусство в системных параметрах. (Обзор книг по теории искусства) // Новое литературное обозрение. — 2003. — № 60.
- Ельшевская Г. В. «Периодическое» искусствознание: общий вид. (Обзор искусствоведческих журналов) // Новое литературное обозрение. — 2003. — № 63.
- Ельшевская Г. В. О мифах модернистских, постмодернистских и прочих. (Три новые книги о современном искусстве) // Новое литературное обозрение. — 2004. — № 70.
- Ельшевская Г. В. Живописная картина при облачной и ясной погоде. (Рец. на кн.: Баксендолл М. Узоры интенции. М., 2003; Дамиш Ю. Теория облака. СПб., 2003) // Новое литературное обозрение. — 2005. — № 76.
- Ельшевская Г. В. О «берегах» советского реализма. (Рец. на кн.: Морозов А.И. Соцреализм и реализм. М., 2007; Ройтенберг О. Неужели кто-то вспомнил, что мы были…: Из истории художественной жизни. 1925—1935. М., 2008) // Новое литературное обозрение. — 2008. — № 92.
- Ельшевская Г. В. Несколько гениев в ограниченном пространстве: к истории одного самоощущения // Новое литературное обозрение. — 2009. — № 100.
- Ельшевская Г. В. Глаз тяжеловооруженный // Новое литературное обозрение. — 2009. — № 103.
- Ельшевская Г. В. Опознавая детали визуального мира. (Рец. на кн. : Элкинс Дж. Исследуя визуальный мир. Вильнюс, 2010; Кондратьев Е.А. Художественная деталь и целое: Структурные и исторические вариации. М, 2010) // Новое литературное обозрение. — 2011. — № 111.

## Публицистика
- Ельшевская Г. В. Дмитрий Лион и его Арбатство // Независимая газета. — 15.03.1994. — С. 7.